# Iląg
Iląg – dawniej samodzielna osada, obecnie część miasta Miłomłyn. Rozpościera się wzdłuż ulicy Jeziornej na północ od centrum miasta.
W latach 1975–1998 miejscowość administracyjnie należała do województwa olsztyńskiego.